# Hugh de Kevelioc, 3. Earl of Chester
Hugh de Kevelioc, 3. Earl of Chester (* 1147; † 30. Juni 1181 in Leek, Staffordshire) war ein anglo-normannischer Magnat.

## Leben
Er war der Sohn von Ranulph de Gernon, 2. Earl of Chester und Maud FitzRobert, Tochter des Robert, 1. Earl of Gloucester.
Man geht davon aus, dass er seinen Namen von seinem Geburtsort Kevelioc in Monmouthshire hat, eine andere These ist, dass Kevelioc auf Cyfeiliog in Merionethshire (Merionydd) zurückgeht; beide Orte liegen jedenfalls in Wales.
Beim Tod seines Vaters 1153 war er minderjährig. Er erbte dessen Besitz auf beiden Seiten des Ärmelkanals, das Earldom Chester und die Vizegrafschaft Avranches. Er nahm an der Adelsrevolte von 1173–1174 gegen König Heinrich II. teil, und hatte großen Einfluss darauf, dass die Einwohner der Bretagne sich ihm anschlossen. Er wurde nach der Schlacht von Alnwick (1174) gefangen genommen, enteignet und eingekerkert, aber 1177 wieder in seinen alten Stand gesetzt. Später nahm er an den Feldzügen Heinrichs II. in Irland teil.

## Ehe und Nachkommen
1169 heiratete er Bertrada von Montfort, Tochter von Simon III. von Montfort, Graf von Évreux, und Cousine Heinrichs II. Ihre Kinder waren:
- Ranulf de Blondeville, 4. Earl of Chester († 1232)
- Matilda (Maud) of Chester (1171–1233), ⚭ David, Prinz von Schottland, Earl of Huntingdon
- Mabel of Chester, ⚭ William d’Aubigny, 3. Earl of Arundel
- Agnes of Chester († 2. November 1247), ⚭ William de Ferrers, 4. Earl of Derby
- Hawise of Chester († 1243), ⚭ Robert II. de Quincy
- Tochter ⚭ Llywelyn Fawr

Darüber hinaus hatte er eine uneheliche Tochter, Amice of Chester, die Ralph de Mainwaring heiratete.